# 天驰号柴油动车组
天驰号柴油动车组是一列由中国南车集团四方机车车辆股份有限公司研制的高速动力综合检测用柴油动车组，列车采用“一动二拖”编组、交流传动系统、新型高速转向架等技术，设计最高速度为200公里/小时，同时具有工务、电务及弓网检测功能。

## 技术特点

### 总体结构
天驰号柴油动车组采用“一动二拖”编组（Mc+T+Tc），由1节设有司机室的动车、1节中间拖车、1节带司机室的拖车组成。动车采用鼓形断面框架式承载车体、贯通式双侧内走廊，由前至后依次为司机室、电气室、动力室、制动辅助室，车底两台转向架之间装有燃油箱、蓄电池组，列车并采用了流线型车头以减少高速运行时的空气阻力。带司机室的拖车内设有综合检测间、4个座席包间、1个会议室，以及配餐室、洗手间、厕所等辅助设施，车顶设有一台检测专用受电弓。中间拖车内设有各种动态和静态检测设备。列车上的综合检测设备包括轨道检测设备、通讯及信号检测设备以及弓网检测设备。列车供电制式为380伏三相交流电。

### 传动系统
主传动系统为交—直—交流电传动，柴油机直接驱动一台同步主牵引发电机发出三相交流电，经主硅整流器的三相全波整流成直流电后向2台牵引逆变器供电，再将直流电变换成频率可调的三相交流电，分别供给2台转向架上的4台异步牵引电动机。列车采用“LonWorks”网络控制系统，由列车总线和多功能车辆总线组成，列车总线由2组屏蔽双绞线贯通整列列车，动车内的车辆总线为1组屏蔽双绞线连接起所有控制单元。

### 转向架
动力车走行部采用SD-200型无摇枕高速转向架，转向架采用全钢焊接结构的“目”字型构架、单拉杆轴箱定位，一系悬挂为轴箱圆弹簧并带有液压减震器，二系悬挂采用高柔度圆弹簧结构，并设置了垂向、横向油压减振器以及抗蛇行减振器；牵引力和制动力通过中间推挽式低位牵引装置传递，牵引电动机的安装方式采用双侧六连杆轮对空心轴全悬挂驱动装置。
拖车转向架采用SW-220型高速转向架，该型转向架由四方机车车辆厂与日本川崎重工业合作开发，借鉴了新干线500系电力动车组的转向架结构和经验，采用“H”型焊接构架、转臂式轴箱悬挂及定位装置，中央悬挂装置为无摇枕结构的空气弹簧，车体和转向架之间并设有抗蛇行减震器，基础制动装置为轴盘制动，每轴装有三块制动盘。

### 列车编组
| 车厢类型 | 动力车                           | 中间拖车             | 控制室拖车                     |
| 动力配置 | ●● ●● （Mc）                     | 〇〇 〇〇 （T）      | 〇〇 〇〇 （Tc）               |
| 车辆编号 | 天驰0001                         | WX25DT 999252        | 天驰0001                       |
| 制造厂   | 南车青岛四方机车车辆             | 南车青岛四方机车车辆 | 南车青岛四方机车车辆           |
| 转向架   | SD-200                           | SW-220               | SW-220                         |
| 主要设备 | 司机室 柴油发动机组 交流传动系统 | 综合检测设备         | 司机室 综合检测设备 检测受电弓 |

## 使用情况
“天驰”号列车于2005年12月交付沈阳铁路局使用，当时采用“一动一拖”编组；至2005年四方机车车辆股份公司再为“天驰”号列车新造一辆中间拖车，使列车编组扩大为“一动二拖”。“天驰”号列车除了用于沈阳铁路局管内线路综合检测工作外，也可作为铁路局领导专用列车，平日停放于沈阳北机务折返段内。
2018年4月25日，“天驰”号列车在沈大铁路上试运行，其编组内增加了两节25B型无动力拖车。

## 参看
- 中国动车组列表
- NZJ型柴油动车组
- NZJ1型柴油动车组
- 神州号柴油动车组
- 金轮号柴油动车组
- NDJ3型柴油动车组
- 普天号柴油动车组
- TSD09型柴油动车组